# Norah Smyth

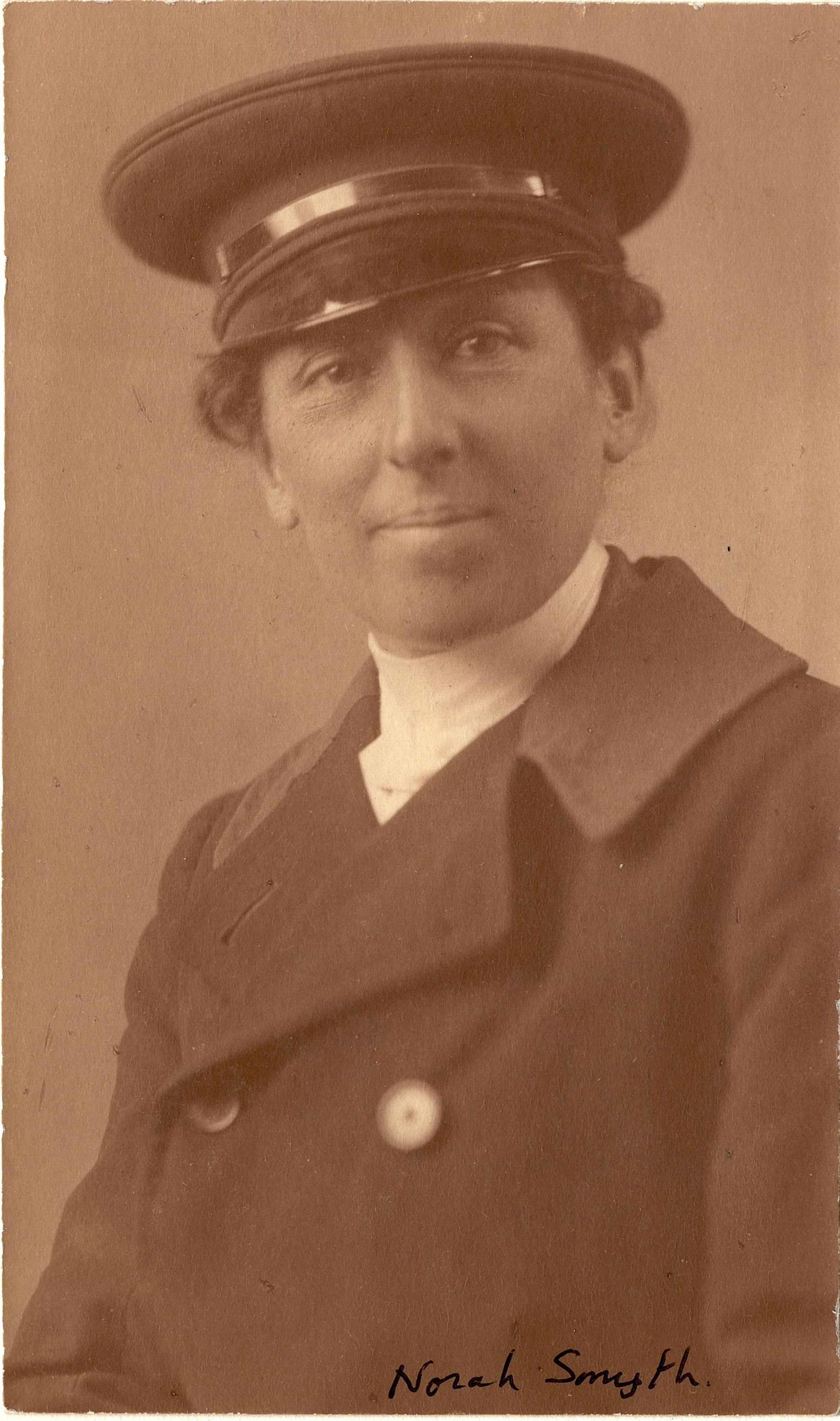
Norah Lyle-Smyth in Chauffeursuniform, ca. 1912

Norah Veronica Lyle-Smyth (* 22. März 1874 in Liverpool ; † 1963) war eine englisch-britische Suffragette, Fotografin und sozialistische Aktivistin.

## Leben
Smyth wurde in eine wohlhabende Familie hineingeboren und war die Nichte der Komponistin und Suffragette Ethel Smyth. Bis zu seinem Tod im Jahr 1912 kontrollierte ihr Vater viele Aspekte ihres Lebens und verweigerte ihr die Erlaubnis, die Universität zu besuchen oder ihren Cousin zu heiraten. Smyth widmete ihre Zeit privaten Studien, darunter der Kunst oder das Dorfleben.
1912 schloss sich Smyth den Pioneer Players an, Edith Craigs feministischer Theatertruppe. Zu dieser Zeit trat sie auch der Women’s Social and Political Union (WSPU) bei, arbeitete als unbezahlte Chauffeurin für Emmeline Pankhurst und übernahm verschiedene andere Aufgaben für die WSPU-Zentrale. Ihr größtes Interesse galt jedoch den Anliegen arbeitender Frauen, was sie dazu veranlasste, Sylvia Pankhursts East London Federation of Suffragettes beizutreten.
Im Jahr 1912 war sie an einem Brandanschlag auf das Landhaus des vehement gegen das Frauenwahlrecht eingestellten Politikers Lewis Harcourt beteiligt. Es gelang ihr, der Festnahme zu entgehen und ins Ausland zu gehen, und erst viele Jahre später vertraute sie die Geschichte ihrem Neffen an. Sie behauptete, der Angriff sei auf einen leeren Teil des Hauses erfolgt, um die Gefahr für Leben und Kunstwerke zu minimieren.
Anfang 1914 bildete die Gruppe eine People’s Army, die von Smyth angeführt wurde. Sie unternahm eine Parade in der Ford Road, aber Smyth wurde wegen Körperverletzung verhaftet, und die Idee wurde fallen gelassen.
1914 begleitete Smyth Sylvia Pankhurst nach Paris, wo diese mit Christabel Pankhurst, der Vorsitzenden der WSPU eine saubere Trennung zwischen der East London Federation und der WSPU absprachen. zu sprechen. Smyth blieb in der East Londoner Gruppe aktiv, und als diese 1916 in die Women’s Suffrage Federation (WSF) umgewandelt wurde, wurde sie zu deren Schatzmeisterin gewählt.  Obwohl sie im Allgemeinen als loyale Unterstützerin von Sylvia Pankhurst galt, konnte Smyth manchmal Pankhursts Meinung beeinflussen; so riet sie ihr beispielsweise dringend, in der Women’s International League for Peace and Freedom aktiv zu bleiben, als Pankhurst den Austritt plante. In ihrer Rolle als Schatzmeisterin war sie auch besorgt, dass Pankhurst, die sich immer deutlicher gegen den Ersten Weltkrieg und später für den Kommunismus aussprach, was das Spendenaufkommen für die WSF negativ beeinflusste. Als die WSF eine Spielzeugfabrik gründete, war Smyth eine starke Unterstützerin, und als die Fabrik 1920 in finanzielle Schwierigkeiten geriet, verkaufte Smyth persönliche Gegenstände, um sie zu retten.
Die WSF engagierte sich auch in der Labour Party, und Smyth wurde 1919 zusammen mit anderen Frauen in den Poplar Trades Council und die Labour Party gewählt. Als sie jedoch auf einer Versammlung der Labour Party erschienen und für den Bolschewismus argumentierten, wurde sie ausgeschlossen.
Die WSF wandelte sich in die Communist Party (British Section of the Third International) und als der Herausgeber ihrer Zeitung Workers’ Dreadnought inhaftiert wurde, übernahm Smyth als stellvertretende Herausgeberin Teile der Aufgaben. Viele Jahre nutzte Smyth ihre Fähigkeiten als Fotografin, um für die Zeitung Bilder vom Leben im East End zu liefern, insbesondere von Frauen und Kindern, die in Armut leben.
1921 ging die CP (BSTI) in der Communist Party of Great Britain auf, aber Smyth folgte Pankhurst, die nach kurzer Zeit eine neue, linkskommunistische Organisation, die Communist Workers’ Party schuf, und wurde dort eine der führenden Rednerinnen.
Die neue Partei löste sich bald auf, und Smyth zog später nach Florenz zu ihrem Bruder Maxwell und arbeitete am British Institute of Florence. Im Zweiten Weltkrieg verließ sie Italien und ging nach Malta, wo sie für The Times of Malta arbeitete. 1945 ging sie von dort weg und lebte bei ihrer Schwester Una im County Donegal in Irland.
Mit Pankhurst korrespondierte sie bis zu deren Tod 1960, bevor sie 1963 selbst verstarb.
Im November 2018 wurde in der Londoner Galerie Four Corners eine Ausstellung ihrer bisher nicht gezeigten Fotografien eröffnet, die vom Internationalen Institut für Sozialgeschichte in Amsterdam veranstaltet wurde.